# Anastomoza Grubera-Martina
Anastomoza Grubera-Martina (ang. Martin-Gruber Anastomosis, MGA) – anomalia anatomiczna kończyny górnej, polegająca na istnieniu zespolenia między nerwem łokciowym i pośrodkowym.  W obszarze części włókien nerwu pośrodkowego łączy się z nerwem łokciowym i unerwia część kłębu bez przechodzenia przez kanał nadgarstka.
Podczas badania elektroneurograficznego anomalia ta powoduje że potencjał czynnościowy z mięśnia (CMAP) podczas stymulacji nerwu pośrodkowego na poziomie łokcia nie jest – jak zazwyczaj – mniejszy, lecz większy niż przy stymulacji na nadgarstku.